# Burmeistera chiriquiensis
Burmeistera chiriquiensis är en klockväxtart som beskrevs av Robert Lynch Wilbur. Burmeistera chiriquiensis ingår i släktet Burmeistera och familjen klockväxter. Inga underarter finns listade i Catalogue of Life.